# 예수 (사우스 파크)
예수는 《사우스 파크》 시리즈의 등장인물로, 사우스 파크의 거주민 중 하나이다. 그는 사우스 파크 공영 TV에서 《예수와 친구들》 (Jesus and Pals)이라는 쇼 프로를 진행하고 있다. 그는 "Red Sleigh Down" 에피소드에서 크리스마스 이브에 이라크 인으로부터 산타 클로스를 구하다가 이라크인에게 죽음을 맞이하지만 5년후 부활한다.(내용 정황상 정확하겐 5년 후 부활이 아니라 부활 후, 5년이 지나고 부활절 에피소드에서 등장하는 것이 맞다. 해당 에피소드에선 기적을 일으키기 위해, 자결이 통용되지 않는 종교적 이유로 카일의 손에 한번 더 사망 후 부활한다.)  그의 목소리는 맷 스톤이 맡았다.

## 예수와 친구들
그가 죽기 전에, 예수는 사우스 파크 공영 채널에서 방영하는 "예수와 친구들"이란 토크쇼를 하였다. "The Mexican Staring Frog of Southern Sri Lanka" 에피소드에서 예수의 쇼는 짐보 컨과 네드 거블란스키의 쇼인 《사냥과 살인》 프로와 시청률 경쟁을 하게 된다. 예수와 친구들의 제작자는 쇼를 개조하게 되고, 스탠과 카일, 에릭과 케니를 이용해서 짐보와 네드의 쇼의 진실을 파헤쳐서 시청률을 올리게 된다. 이건 큰 싸움을 부르게 되고, 예수는 실체를 발견해서 제작자를 지옥으로 보내게 된다.

## 크리스마스의 정신

### Jesus vs. Frosty
《사우스 파크》가 시작하게 된 크리스마스의 정신의 처음 판이다. 애들은 눈사람위에 모자를 올리게 되고, 그 눈사람은 살아나서 카트먼과 케니, 심지어 산타까지 죽이려고 한다. 스탠과 카일은 도와줄 사람을 찾게 되고, 아기 예수가 눈사람을 무찌르게 된다.

### Jesus vs. Santa
크리스마스의 정신의 2번째 판으로써, 예수가 천국에서 지상으로 강림하게 된다. 그는 크리스마스가 자신의 생일이라는 것을 사람들에게 감추고 있는 산타를 제거하려고 한다. 그때 브라이언 보이타노가 나타나서 싸움에 거들려고 하는 애들을 돕게 된다. 그리고 예수와 산타는 화해를 하게 된다. Jesus Vs. Santa는 "A Very Crappy Christmas" 에피소드에 약간 나왔고, 처음 사우스 파크 주제가가 나올때 잠깐 나오기도 한다.

## 등장한 주요 에피소드
- Death - 예수의 최초 등장.
- Damien - 사탄과 복싱 경기를 하게 된다.
- Mr. Hankey, the Christmas Poo - 크레딧이 중간쯤 올라왔을 때, 자신의 생일 축하 노래를 부르고 있는 예수의 모습이 등장한다.
- Cartman's Mom is a Dirty Slut - 다른 사람들과 마찬가지로, 예수도 카트먼의 어머니와 성행위를 한 것이 밝혀졌다.
- The Mexican Staring Frog of Southern Sri Lanka - 예수가 진행하는 프로그램인 "예수와 친구들"은 시청률 경쟁에 빠지게 된다.
- Are You There God? It's Me, Jesus - 새 천년이 다가오고, 예수의 지지자들은 신을 보고 싶어 한다. 신은 자신의 모습을 드러내기를 원하지 않고, 그래서 예수는 로드 스튜어트가 라스 베가스에서 특별 공연하는 것을 실행하게 된다. 그런데 그 쇼가 완벽하게 엉망이 되어 버리고, 예수가 십자가에 다시 못 박히게 될때, 신이 등장하게 된다.
- Probably - 사이비 교회에 빠진 아이들에게 지옥을 두려워하지 말라고 충고한다.
- Fat Camp - 케니는 "예수와 친구들"에 출현하게 된다.
- Super Best Friends - 스탠이 카일의 삶을 구하기 위해서 예수에게 말해서 예수는 블레임톨로지를 막기 위해서 노력한다. 예수는 거기서 슈퍼 베스트 프렌드(종교 창시자들의 모임) 중 한 사람으로 나오게 된다. 데이비드 블레임은 그들을 제거하기 위해서 아브라함 링컨 동상을 움직이지만, 그러나 슈퍼 베스트 프렌드의 사람들은 커다란 존 윌킨스 부스(링컨의 암살범) 동상을 만들어서 링컨 동상을 이기게 된다.
- Red Sleigh Down - 스탠, 카일, 카트먼, 그리고 미스터 헹키와 예수는 이라크에 잡혀있는 산타를 구하러 간다. 산타를 구하고 경비병과 싸우고 있을 때, 한 경비병이 예수를 죽이게 된다.